# Massa lateralis atlantis

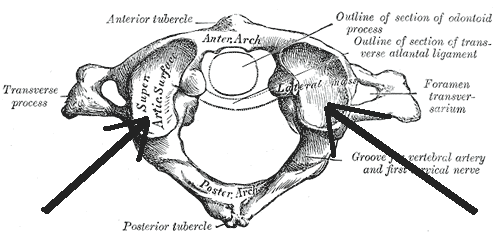
Az atlas (a nyíl mutatja a mélyedéseket)

A massa lateralis atlantis az atlas része. Vaskos és kemény. Ez viseli a fej súlyát. Kettő van belőlük: egy-egy a két oldalon. Két izomnak biztosítanak tapadási és eredési pontot.
- musculus obliquus capitis superior innen ered.
- musculus obliquus capitis inferior itt tapad.